# جیم آنجل
جیم آنجل (انگلیسی: Jim Angell; January qtr. 1883 – ۴ ژانویهٔ ۱۹۶۰) بازیکن فوتبال اهل بریتانیا بود.
از باشگاه‌هایی که در آن بازی کرده‌است می‌توان به باشگاه فوتبال ساوت‌همپتون اشاره کرد.